# Recensieweb
Recensieweb was een Nederlandstalige website, gewijd aan literaire kritiek. De site hield eind 2016 op te bestaan. Sinds februari 2016 zijn de artikelen over Nederlandse romans uit de periode 2005 tot en met 2016 van Recensieweb blijvend te lezen op de site van De Leesclub van Alles.

## Opzet
Recensieweb is in 2005 opgericht door een groep letterenstudenten, merendeels van de opleiding Redacteur/editor van de Universiteit van Amsterdam, met de bedoeling alle nieuwe Nederlandstalige romans, verhalenbundels en novellen te bespreken. Internet zou daarvoor, in tegenstelling tot traditionele, gedrukte media, alle ruimte bieden. Later begon Recensieweb ook eerder verschenen romans te recenseren, waaronder alle boekenweekgeschenken. De mijlpaal van de vijfhonderdste recensie, in november 2007, was dan ook een klassieker (Hubert Lampo, De komst van Joachim Stiller). In augustus 2010 werd recensie #1000 geschreven (Willem Elsschot, Tsjip/De leeuwentemmer).
De redactie bracht verschillende auteurs voort: Roos van Rijswijk, Simon(e) van Saarloos en Irwan Droog waren redacteur. Else Boer was recensent.
Naast recensies brengt de website opiniestukken, interviews, verslagen van zelf-georganiseerde discussiebijeenkomsten (in Spui25) en rapporten van de eigen "schaduwjury's" voor literaire prijzen. Deze jury's plaatsten de afgelopen jaren kritische kanttekeningen bij de winnaars van de AKO Literatuurprijs, de Libris Literatuurprijs, de Gouden Uil, de NS Publieksprijs en de Debutantenprijs. Andere initiatieven zijn groepsrecensies (onder andere van het Boekenweekgeschenk), de estafetterecensie van het Nederland Leest-boek en aandacht voor boekverfilmingen, graphic novels en Jeugdliteratuur.

## Kritiek en bijval
Kritiek op het initiatief kwam onder andere van schrijver Herman Stevens in het NRC Handelsblad. en het kwam tot een korte discussie. De kritiek van Stevens en anderen is een Nederlands geluid in een internationale discussie over de waarde en het gevaar van amateurkritiek: wie garandeert de journalistieke onafhankelijkheid en de kwaliteit van recensies die niet door het filter van een kranten- of tijdschriftredactie zijn gekomen?
Dat er ook bijval is voor het initiatief, bleek toen vertegenwoordigers van Recensieweb werden uitgenodigd voor discussiemiddagen van de Vrije Universiteit en de Stichting Literaire Activiteiten Amsterdam. Sinds 2005 werkt Recensieweb samen met hoogleraar Literaire Kritiek Elsbeth Etty (VU).